# Kościół św. Wawrzyńca w Gubinie
Kościół św. Wawrzyńca następnie kościół św. Trójcy – gotycki kościół znajdujący się w Gubinie, w województwie lubuskim. Zniszczony podczas II wojny światowej, zachowany jako ruina trwała jest jednym z ważniejszych zabytków miasta.

## Historia
Pierwsze wzmianki o świątyni pojawiają się w 1324 roku, czyli z okresu największego rozkwitu handlowego miasta. Kościół został wybudowany w stylu romańskim. Po zniszczeniach spowodowanych trzęsieniami ziemi z XIV wieku, świątynia została rozebrana, natomiast na jej miejscu zaczęto budowę nowej świątyni w stylu gotyckim. Prace trwały bardzo długo, a ostateczną formę kościół otrzymał w 1844 roku. W czasie II wojny światowej świątynia została prawie całkowicie zniszczona. W następnych latach, mimo wysiłków władz miejskich kościół nie został odbudowany i w latach 70. XX wieku został zabezpieczony jako trwała ruina.
Ruina służy fundacji „Fara Gubińska – Centrum Spotkań Polsko-Niemieckich” jako miejsce spotkań i współpracy transgranicznej.

## Architektura
Kościół z XIII wieku był wybudowany z cegły na fundamencie z kamienia. Była to orientowana, trójnawowa bazylika z dwoma wieżami po stronie zachodniej oraz z prezbiterium o szerokości zbliżonej do nawy głównej, zamkniętym po stronie wschodniej półkolistą apsydą.
Nowy późnogotycki kościół, który powstał w miejscu dawnego romańskiego, był halowy, trójnawowy, o długości 64 metrów. Zewnętrzne elewacje kościoła były dwupoziomowe. Wieża o wysokość 53 metrów zwieńczona byłą attyką.
Wnętrze zwieńczone było sklepieniami sieciowymi, w dwóch kaplicach zastosowano sklepienia kryształowe (w pozostałych założono urozmaicone układy żeber o formach sieciowych i krzyżowych. Żebra dekoracyjnych sklepień wtapiały się w ściany i filary korpusu bez wsporników. Ściany boczne były dwupoziomowe z niskimi i szerokimi arkadami kaplic w przyziemiu oraz wysokimi arkadami wnęk okiennych nad nimi.